# Tiendas Ara

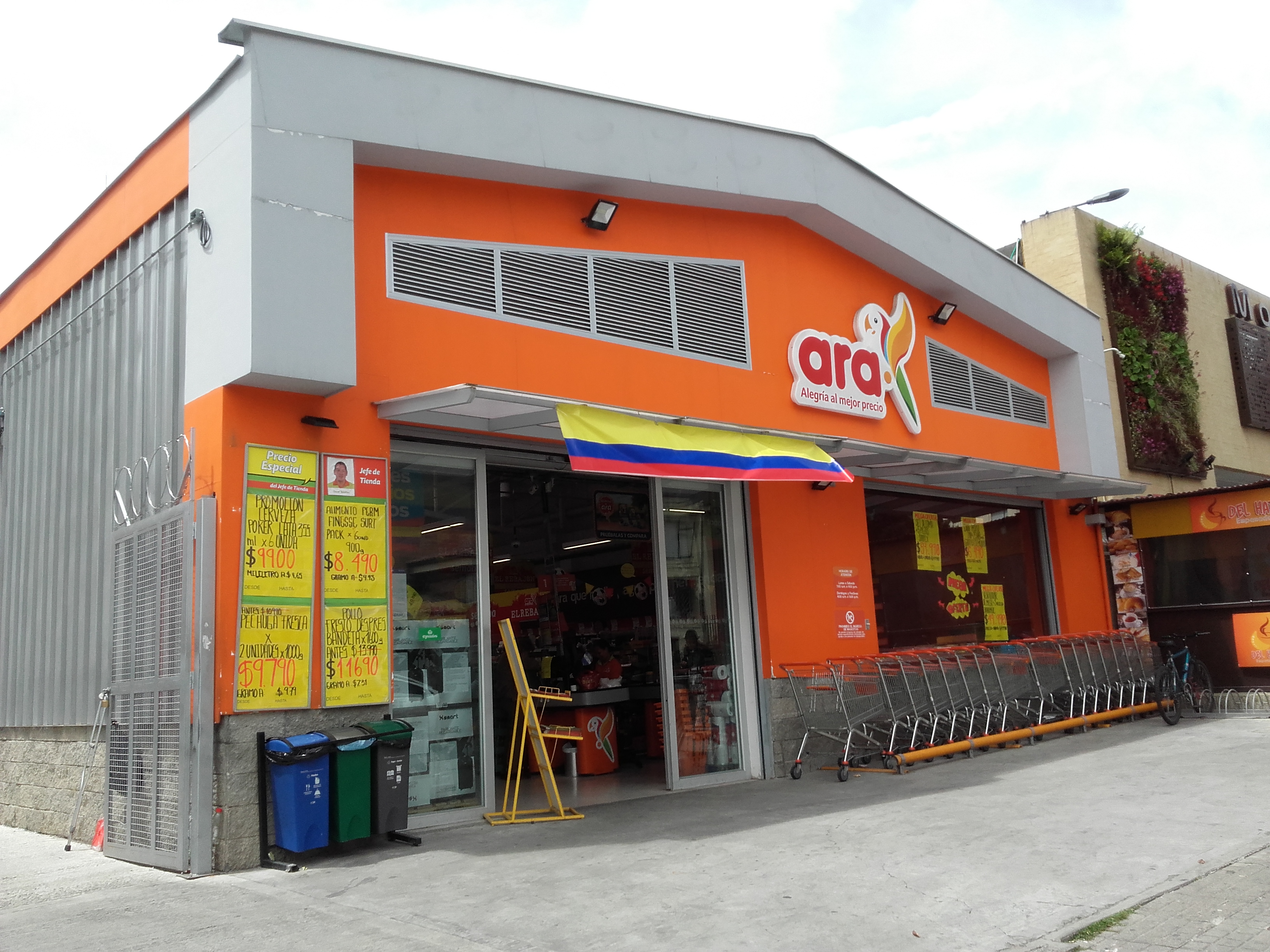
Ein Ara-Geschäft in Bogotá

Unter dem Namen Tiendas Ara präsentiert sich seit 2013 in Kolumbien eine Lebensmitteleinzelhandelskette des portugiesischen Handels- und Konsumgüterkonzerns Jerónimo Martins. Das farbige Logo wurde von der Tatsache inspiriert, dass Kolumbien ein „Vogelparadies“ ist und mit einem Ara, dem in Mittel- und Südamerika beheimateten Papagei, identifiziert werden kann. Die Kette wirbt mit dem Spruch „Ara ist Farbe, Vielfalt und Freude. Ara ist Kolumbien“.
Der erste Lebensmittelmarkt wurde im März 2013 in der Kaffeeanbauregion Kolumbiens in Pereira eröffnet. Inzwischen sind es bis Ende 2018 insgesamt 532 Märkte geworden und die über 5.642 Beschäftigten erzielten 2018 einen Umsatz von 599 Millionen Euro.
Der Hauptfokus auf dem kolumbianischen Markt liegt jedoch in der Metropolregion Bogotá, die rund 40 Prozent des nationalen BIP erwirtschaftet. Die Lebensmittelgeschäfte haben eine durchschnittliche Größe von 300 und 600 m2 und sind hauptsächlich in Wohngebieten eingerichtet. Der Großteil des Sortiments und der Eigenmarken werden lokal produziert.